# 馮德沃爾角
72°32′S 98°40′W / 72.533°S 98.667°W
馮德沃爾角（英語：Von der Wall Point）是南極洲的海岬，座標72°32′S 98°40′W / 72.533°S 98.667°W，位於埃爾斯沃思地的瑟斯頓島南部，在1946年12月根據美國海軍拍攝的空中照片繪入地圖，現時由南極條約體系管理。